# Стоја & Сејо Калач
Стоја & Сејо Калач је компилацијски  албум Сеје Калача и Стоје који је издат 2005. године за Grand Production на у.

## Списак песама
| №   | Назив                             | Трајање |  |
| 1.  | Старија                           |         |  |
| 2.  | Да исечеш вене                    |         |  |
| 3.  | Дијаманти                         |         |  |
| 4.  | Дупло пиће                        |         |  |
| 5.  | До пола                           |         |  |
| 6.  | Говоре ми твоје очи               |         |  |
| 7.  | Од сплава до сплава               |         |  |
| 8.  | Не дам ти                         |         |  |
| 9.  | Ала, ала                          |         |  |
| 10. | Другови моји су момци             |         |  |
| 11. | Да ли си ме вољела или ниис       |         |  |
| 12. | Е мој ћале                        |         |  |
| 13. | Богата сиротице                   |         |  |
| 14. | Дај, дај додај                    |         |  |
| 15. | А јесам те волио                  |         |  |
| 16. | Ово је пјесма за тебе љубави моја |         |  |